# コヒーレントフォノン
コヒーレントフォノン（Coherent phonon）は、位相の揃った原子・イオンの振動集団のことである。

## 生成過程
通常、物質に電磁パルスが入射した際に励起されるフォノンは、位相が揃ったものではない。
これは、一般的なパルスレーザーのパルス幅がフォノンの振動周期よりもずっと長いことによる。
一方で、フォノンの振動周期の半分よりも短いパルス幅をもった電磁パルスを入射すると、多くの原子・イオンが一斉に振動を始める。これにより、位相が揃った（コヒーレントな）フォノンが生成される。これをコヒーレントフォノンという。

## 現状と課題
コヒーレントフォノンの性質や発生メカニズムについては未だに分かっていない部分も多い。
そのため、以前から行われていた振動分光法であるラマン散乱による研究に加えて、時間領域分光法を用いてそのダイナミクスを調べる研究が盛んに行われている。